# 永助法親王
永助法親王（えいじょほっしんのう、康安2年/正平17年3月29日（1362年4月24日） - 永享9年2月10日（1437年3月16日））は南北朝時代から室町時代の北朝側の皇族。

## 生涯
後光厳天皇の第5皇子として生まれる。母は広橋仲子（崇賢門院）。俗名は煕永（よしなが）。法名は初め空助。通称は後常瑜伽院御室。

応安5年/文中元年（1372年）親王となり、その翌年に真言宗仁和寺の門跡を継いだ。日記として「永助法親王記」が伝えられている。